# Chav

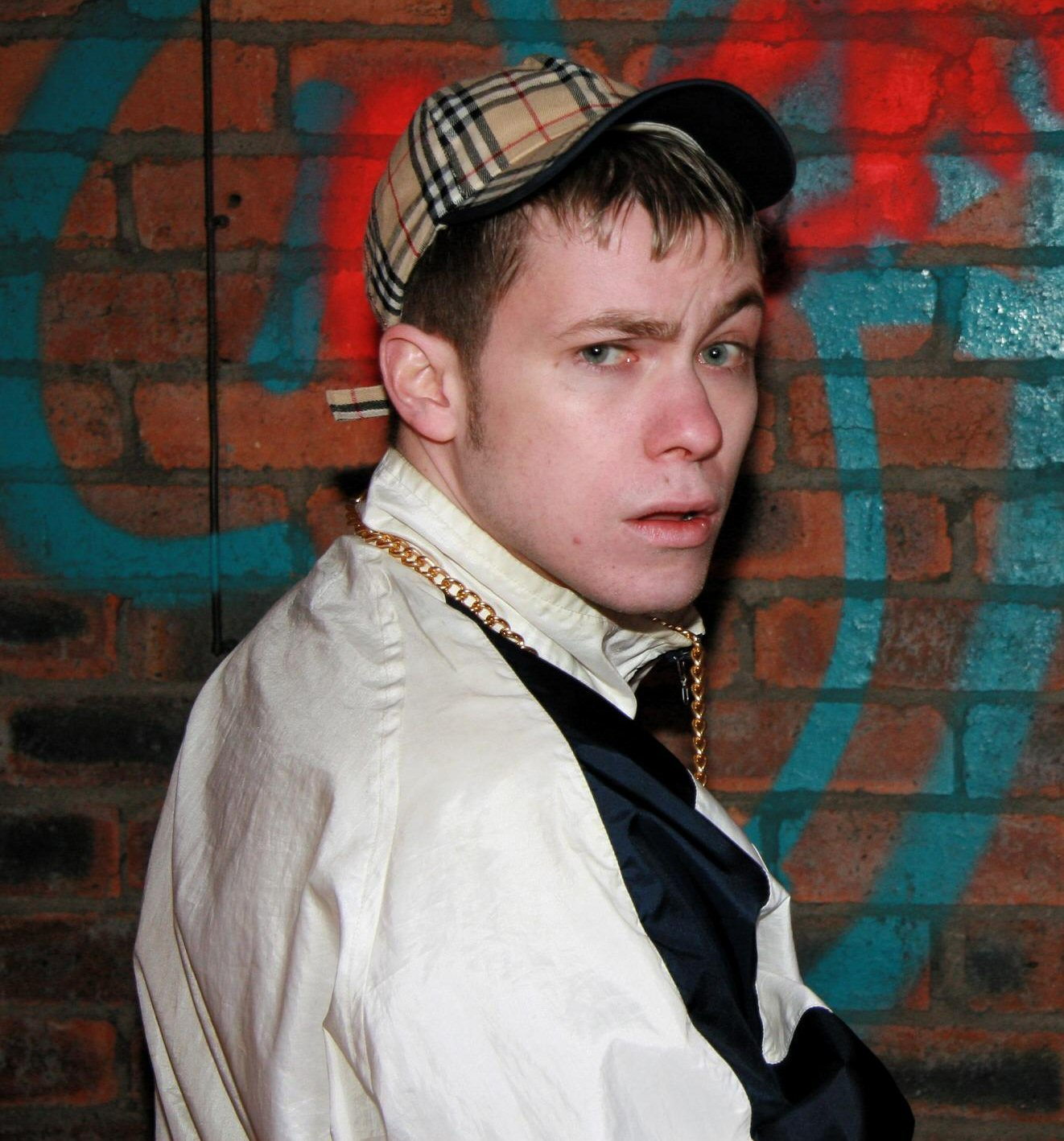
一個刻板印象的Chav形象

一個典型Chav形象的卡通

Chav是英国社会及媒体用来指代部分具有反主流社会倾向的青少年的刻板印象用词。典型的对chav的刻板印象包括穿着体育服、格紋、金項鍊、鴨嘴帽等。这一词汇出现在21世纪初期。牛津英语词典也有收录该词汇。chavette则是指具有这一倾向的女性青少年。